# Batjandwerghoningeter
De batjandwerghoningeter (Myzomela batjanensis synoniem: Myzomela chloroptera batjanensis) is een soort honingeter die alleen voorkomt op het eiland Batjan (Noord-Molukken). De vogel werd in 1903 geldig beschreven als soort.

## Verspreiding en leefgebied
De soort is endemisch op het eiland Batjan. Het leefgebied is tropisch bos op hellingen tussen de 1500 en 2200 meter boven zeeniveau.

## Status
De grootte van de populatie werd in 2018 geschat op 2,5 tot 10 duizend volwassen individuen. De batjandwerghoningeter wordt bedreigd door ontbossing. Om deze redenen staat deze dwerghoningeter als kwetsbaar op de Rode Lijst van de IUCN.